# لیانگ ونفنگ
لیانگ ونفنگ (چینی: 梁文锋; پین‌یین: Liáng Wénfēng؛ زادهٔ ۱۹۸۵) کارآفرین و تاجر چینی است که یکی از بنیان‌گذاران صندوق پوشش ریسک های-فلایر و همچنین بنیان‌گذار و مدیرعامل شرکت هوش مصنوعی آن، دیپ‌سیک، می‌باشد.

## زندگی و تحصیل
لیانگ در سال ۱۹۸۵ در روستای میلیلینگ (米历岭)، تانبا، واچوان، ژانژیانگ، گوانگ‌دونگ متولد شد. پدر و مادرش هر دو معلم مدرسه ابتدایی بودند.
لیانگ در دانشگاه ججیانگ تحصیل کرد و در سال ۲۰۰۷ مدرک کارشناسی مهندسی در مهندسی اطلاعات الکترونیک و در سال ۲۰۱۰ مدرک کارشناسی ارشد مهندسی در مهندسی اطلاعات و ارتباطات را دریافت کرد. پایان‌نامه او با عنوان «تحقیق بر روی الگوریتم ردیابی هدف مبتنی بر دوربین PTZ کم‌هزینه» زیر نظر  شیانگ ژیو نوشته شد.

## حرفه
در سال ۲۰۰۸، لیانگ تیمی از همکلاسی‌های خود را برای جمع‌آوری داده‌های مرتبط با بازارهای مالی تشکیل داد. او تیم را برای کشف ریاضیات مالی و استفاده از یادگیری ماشین و سایر فناوری‌ها هدایت کرد. این فعالیت‌ها در اوج بحران مالی ۲۰۰۸–۲۰۰۷ انجام شد.
پس از فارغ‌التحصیلی، لیانگ به آپارتمانی ارزان در چنگدو، سیچوآن نقل مکان کرد و در آنجا به آزمایش روش‌های مختلف برای استفاده از هوش مصنوعی در زمینه‌های مختلف پرداخت. این پروژه‌ها ناموفق بودند، تا زمانی که او کاربرد هوش مصنوعی در امور مالی را کشف کرد.
در سال ۲۰۱۳، لیانگ تلاش کرد هوش مصنوعی را با تجارت کمی ترکیب کند و به همراه شو جین، یکی از دانش‌آموختگان دانشگاه ججیانگ، شرکت مدیریت سرمایه‌گذاری هانگژو یاکبی را تأسیس کرد. در سال ۲۰۱۵، آن‌ها شرکت فناوری هانگژو هوانفانگ را بنیان نهادند که امروزه به عنوان شرکت مدیریت دارایی ججیانگ جیوزانگ شناخته می‌شود.
در ماه مه ۲۰۲۳، لیانگ اعلام کرد که های-فلایر توسعه هوش جامع مصنوعی را دنبال خواهد کرد و دیپ‌سیک را راه‌اندازی کرد. در همان ماه، او در مصاحبه‌ای با 36Kr اظهار داشت که های-فلایر پیش از اعمال محدودیت‌های ایالات متحده بر روی تراشه‌های هوش مصنوعی، ۱۰٬۰۰۰ واحد پردازش گرافیکی آمپر (ریزمعماری) را خریداری کرده بود که این امر پایه‌ای برای فعالیت دیپ‌سیک به عنوان یک مدل زبانی بزرگ شد. او همچنین اظهار داشت که دیپ‌سیک تأمین مالی خود را از های-فلایر دریافت کرده است.
در ۲۰ ژانویه ۲۰۲۵، لیانگ به نشست مشورتی با حضور کارشناسان، کارآفرینان و نمایندگان حوزه‌های آموزش، علم، فرهنگ، بهداشت و ورزش به میزبانی نخست‌وزیر چین لی چیانگ در پکن دعوت شد. لیانگ، که به عنوان یک متخصص صنعتی شناخته می‌شود، نظرات و پیشنهادهایی در مورد پیش‌نویس گزارش سالانه دولت ارائه کرد.